# رواية ضد العدمية
رواية ضد العدمية (بالروسية: антинигилистический роман) هي أحد الأساليب الأدبيّة التي برزت في روسيا في النصف الثاني من القرن التاسع عشر. حيثُ جاءت كردِّ فعلٍ على خيبة الأمل في الحركة الثورية الروسية. اشتُقَّت عبارة «ضدّ العَدَمَيّة» من كلمة «العدمية»؛ وقد لاقت رواجًا كبيرًا حيث نُشرت عددٌ من الكتب والقصص التي تؤيّد هذا النوع الأدبي، أو تُدافع عنه بما في ذلك كتاب «لا أحد بالخارج» للمؤلف نيكولاي لسكوف. عادةً ما يكونُ بطل الرواية طالِب عدمي مثلا العدمي «راخمتوف» من رواية «ما الذي يجب عمله؟» للمؤلف نيكولاي تشيرنيشيفسكي، والشخصيّة المضادة للبطل هو شخصٌ ضعيف؛ سهلٌ إغواءه في أعمال تخريبية عن طريقِ شخصٍ ما. نُشرت عدّة روايات ضد العدمية في مجلَّة الأدب المحافظ التي كانت تحملُ اسم «المراسل الروسي» والتي كان يُشرف على تحريرها ميشيل كاتكوف.